# Південна мбунду
Південна мбунду, або умбунду, — мова групи банту, поширена в Анголі і частково в Намібії. Умбунду — найбільша за кількістю носіїв африканська мова в Анголі (за даними переписів, нею володіє до третини мешканців країни). Південну мбунду не слід плутати з північною мбунду (kimbundu) — іншою мовою банту, поширеною в Анголі, але яка належить до зони H за класифікацією Гасрі (в то час як південна мбунду належить до зони R).
Мбунду — племінна мова овімбунду, які спочатку займали плато Біє, але почали активну експансію углиб континенту якраз тоді, коли португальці почали колоніальне захоплення Анголи.
Як і майже всі інші мови банту, умбунду — тонова мова. За даними Т. Шадеберга, в умбунду розрізняються три тони: високий, низький і високий з даунстепом (дуже рідко зустрічається падаючий, майже завжди в результаті контракції голосних). У умбунду існують так звані «тонові відмінки»: імена можуть мати різне тональне оформлення в залежності від їх синтаксичної ролі.